# Gerlospass
Der Gerlospass (auch Gerlos Pass geschrieben), auch Pinzgauer Höhe genannt, ist eine Straßenverbindung vom salzburgischen Oberpinzgau ins Tiroler Zillertal. Die Westrampe führt von Zell am Ziller über Gerlos zur Passhöhe auf 1531 m ü. A.. Die Ostrampe teilt sich dann auf, die alte Passstraße führt hinab nach Wald im Pinzgau, während die neuere Gerlos Alpenstraße zuerst auf 1628 m ü. A. ansteigt und dann über Krimml ebenfalls nach Wald im Pinzgau führt.

## Höhe
Als Höhenangabe für den Gerlospass kursieren sowohl 1531 m ü. A. für die Passhöhe, die sich alte Passstraße und Gerlos Alpenstraße teilen, als auch 1628 m ü. A. für den höchsten Punkt der Gerlos Alpenstraße. Da die höher gelegene Gerlos Alpenstraße eine optionale Streckenführung darstellt, ist die geringere Angabe maßgeblich.

## Alte Passstraße
Die nördlich führende alte Passstraße (1531 m ü. A.) ist für Gespanne und LKW gesperrt und im Winter nicht immer durchgängig befahrbar. Die alte Passstraße ist Teil der Gerlos Straße (B165).

## Gerlos Alpenstraße
Die südlich gelegene neue Gerlos Alpenstraße (1628 m ü. A.) wurde in den 1960er Jahren von der Großglockner Hochalpenstraßen AG errichtet. Im Gegensatz zur alten Passstraße ist die Gerlos Alpenstraße gut ausgebaut und ganzjährig uneingeschränkt befahrbar. Der höchste Punkt dieser neuen Straße, die am Hang nördlich des Skigebiets Gerlosplatte entlangführt, liegt auf der Salzburger Seite knapp 4 km östlich der tiefsten Einsattelung. Die Überquerung des Passes ist für Kraftfahrzeuge mautpflichtig, die Mautstelle befindet sich in der Nähe des höchsten Punktes.
Die Profile für die Gerlos Alpenstraße stellen sich wie folgt dar:
- von Wald im Pinzgau aus: 743 Höhenmeter auf 10 km Strecke mit einer durchschnittlichen Steigung von 7,4 Prozent und einer maximalen Steigung von 9 Prozent
- von Zell am Ziller aus: 1053 Höhenmeter auf 33,5 km Strecke mit einer durchschnittlichen Steigung von 3,1 Prozent und einer maximalen Steigung von 15 Prozent

Die Daten in der Infobox beziehen sich auf die alte Passstraße.

## Radsport
Beide Passstraßen werden häufig von Rennradfahrern und sportlich ambitionierten Tourenradfahrern befahren. Auf der alten Passstraße, die frei von Schwerlastverkehr ist, sind stärkere Steigungen als auf der neuen Passstraße zu bewältigen, dafür sind auf der neuen Passstraße insgesamt mehr Höhenmeter zu überwinden. Der Gerlospass wird auch im Rahmen von Radrennen befahren, wobei hier aus Platzgründen meist die neue Passstraße befahren wird. In jüngerer Zeit wurde der Gerlospass im Rahmen der Deutschland Tour 2008 (1. Etappe) und des Giro d’Italia 2009 (6. Etappe) jeweils von Wald im Pinzgau aus kommend überquert.

## Umgebung
Südlich des Gerlospasses liegt der Speicher Durlaßboden, südöstlich die Krimmler Wasserfälle.

## Bilder

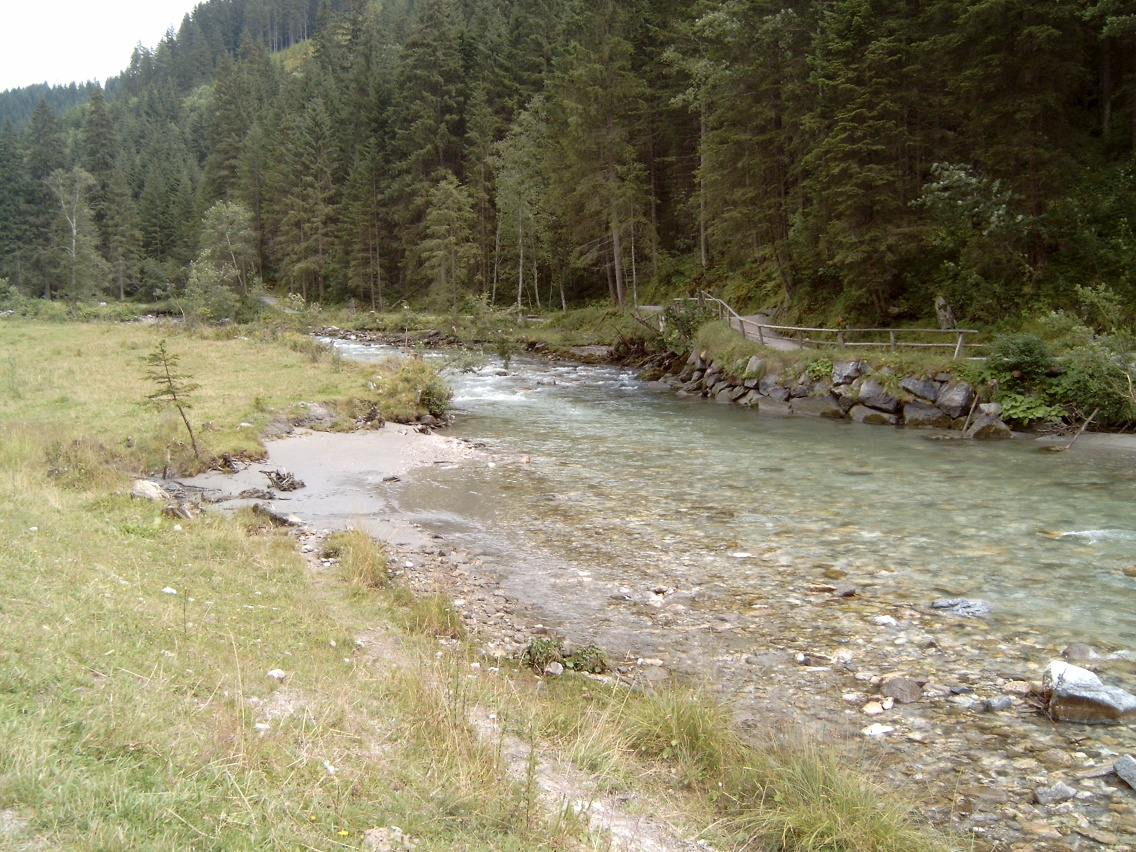
Gerlospass, Westrampe, Gerlosbach
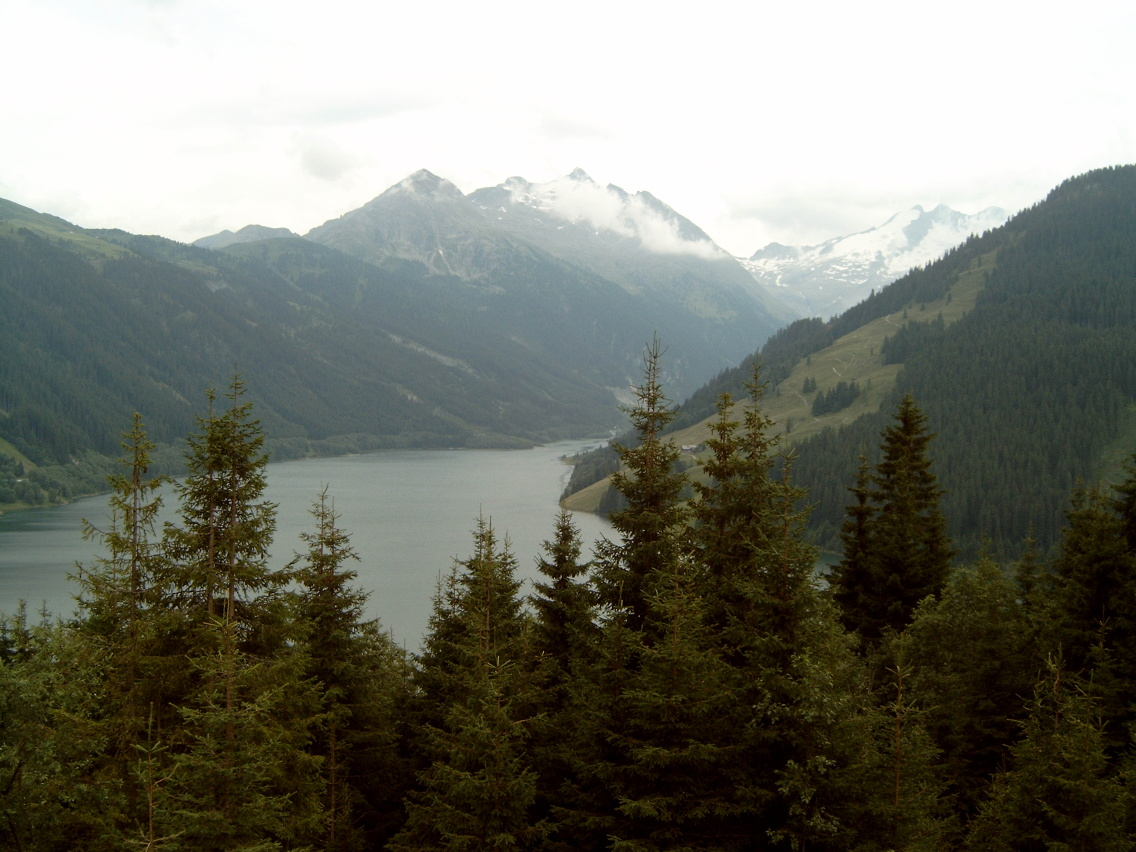
Westrampe, Blick auf den Speicher Durlaßboden, im Hintergrund Plattenkogel (links) und Steinkarkopf (rechts)
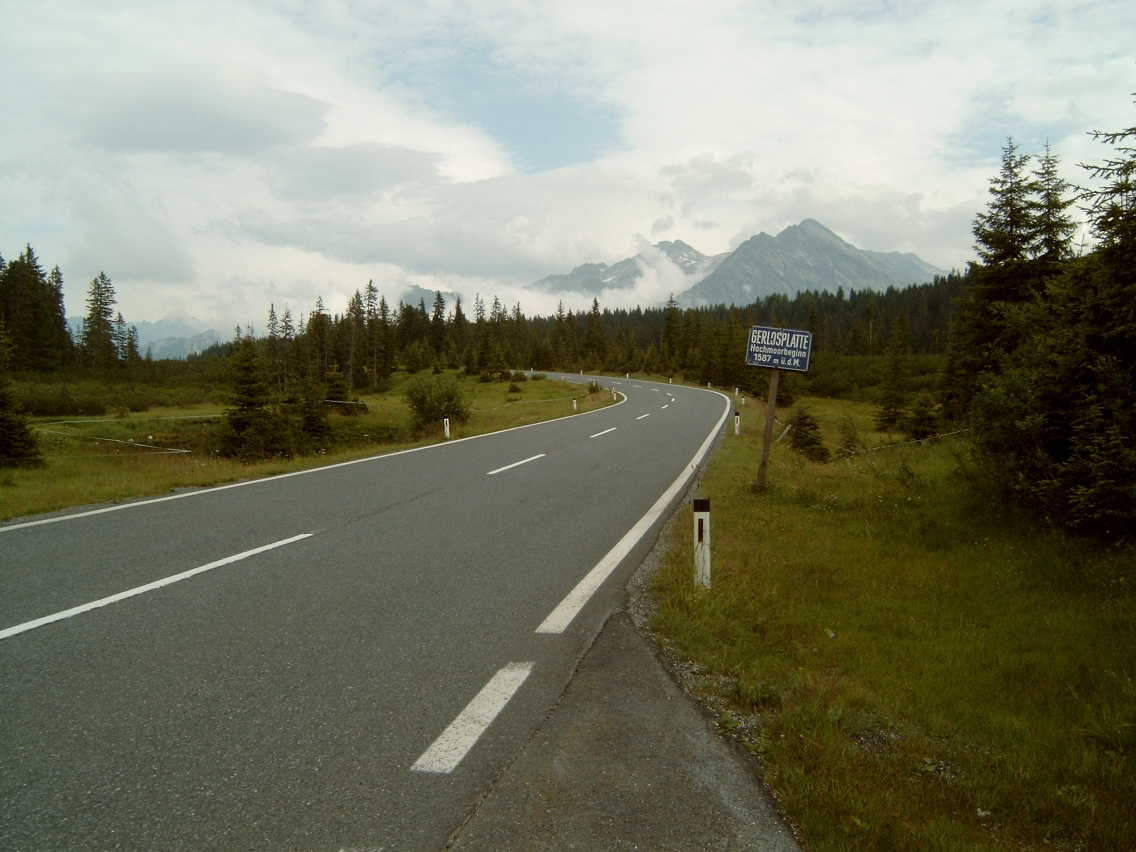
Westrampe, Hochmoor Gerlosplatte, Im Hintergrund Rabenkopf und Achkogel
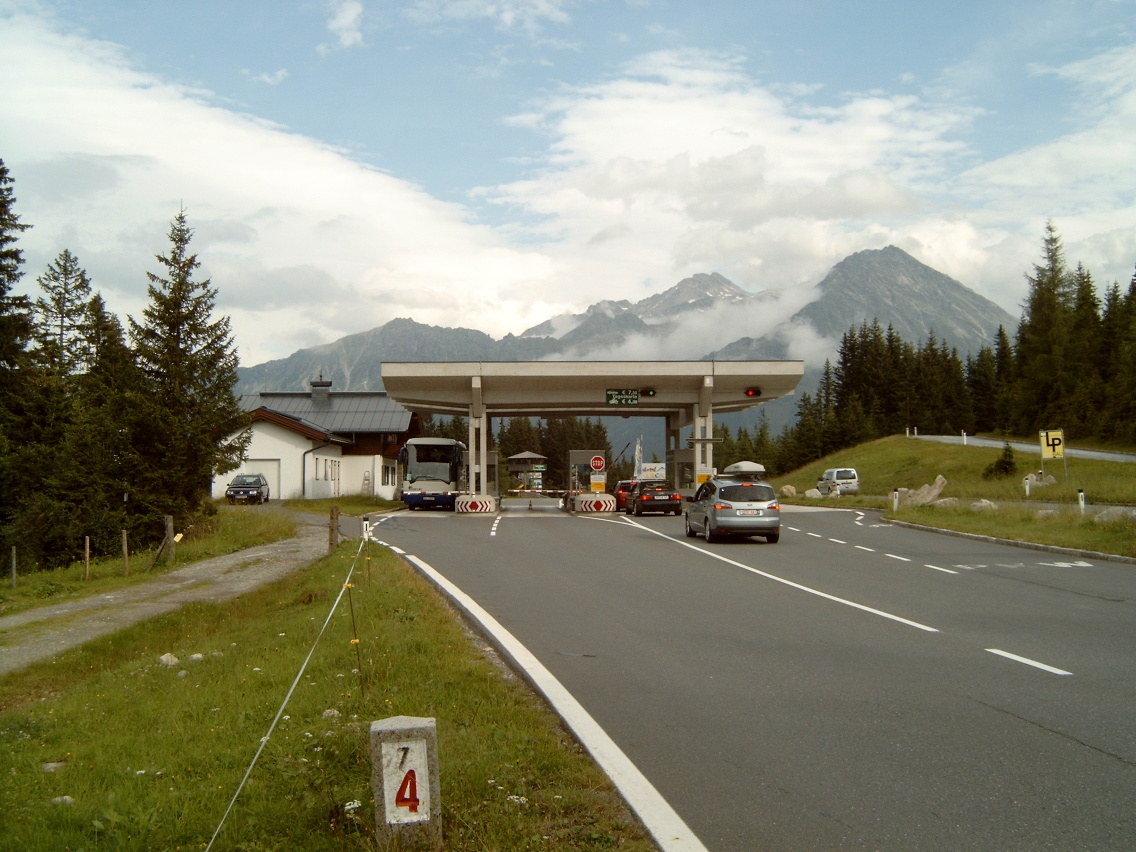
Gerlos Alpenstraße, Mautstelle nahe der Passhöhe
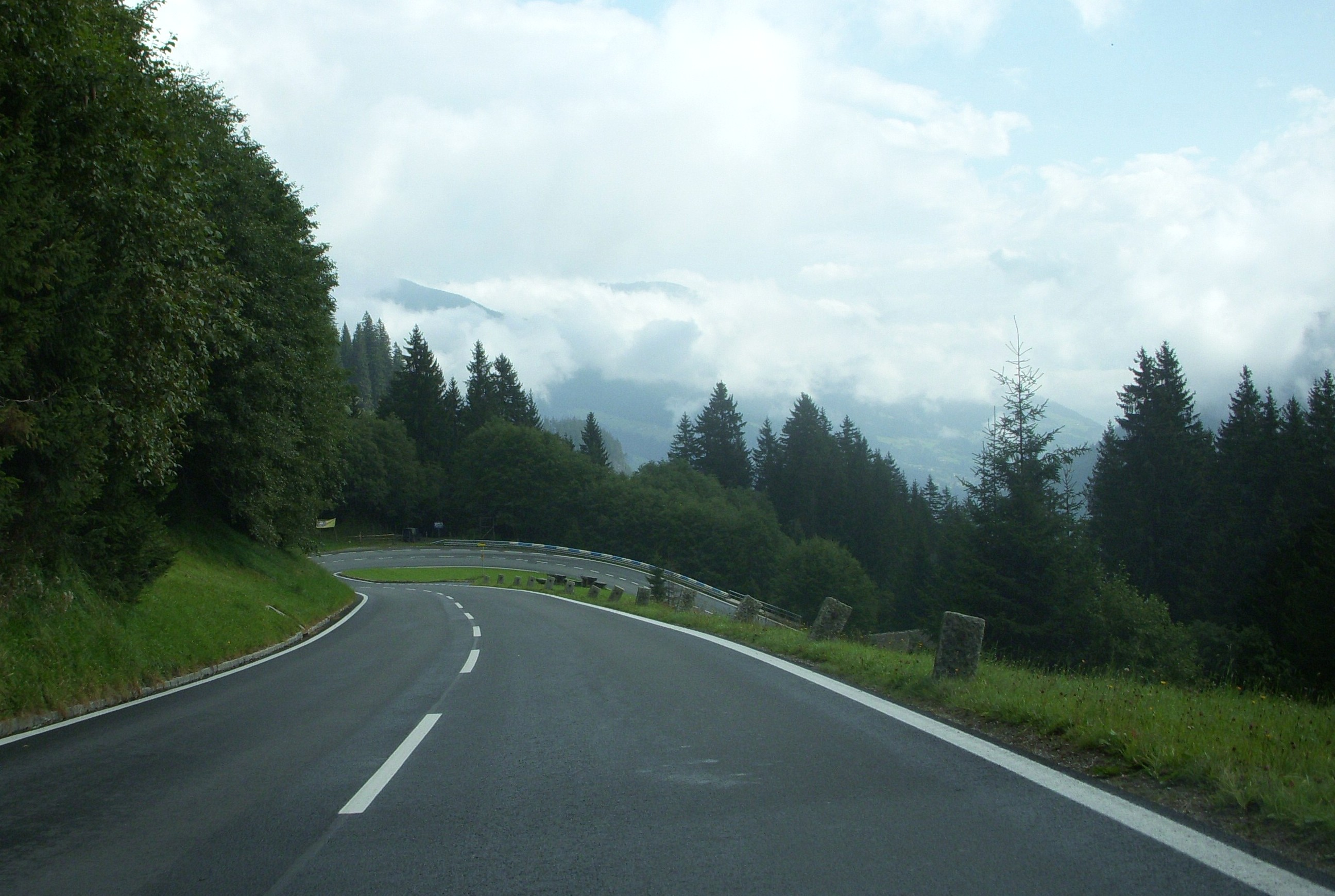
Kehre in der Ostrampe zwischen Krimml und Passhöhe
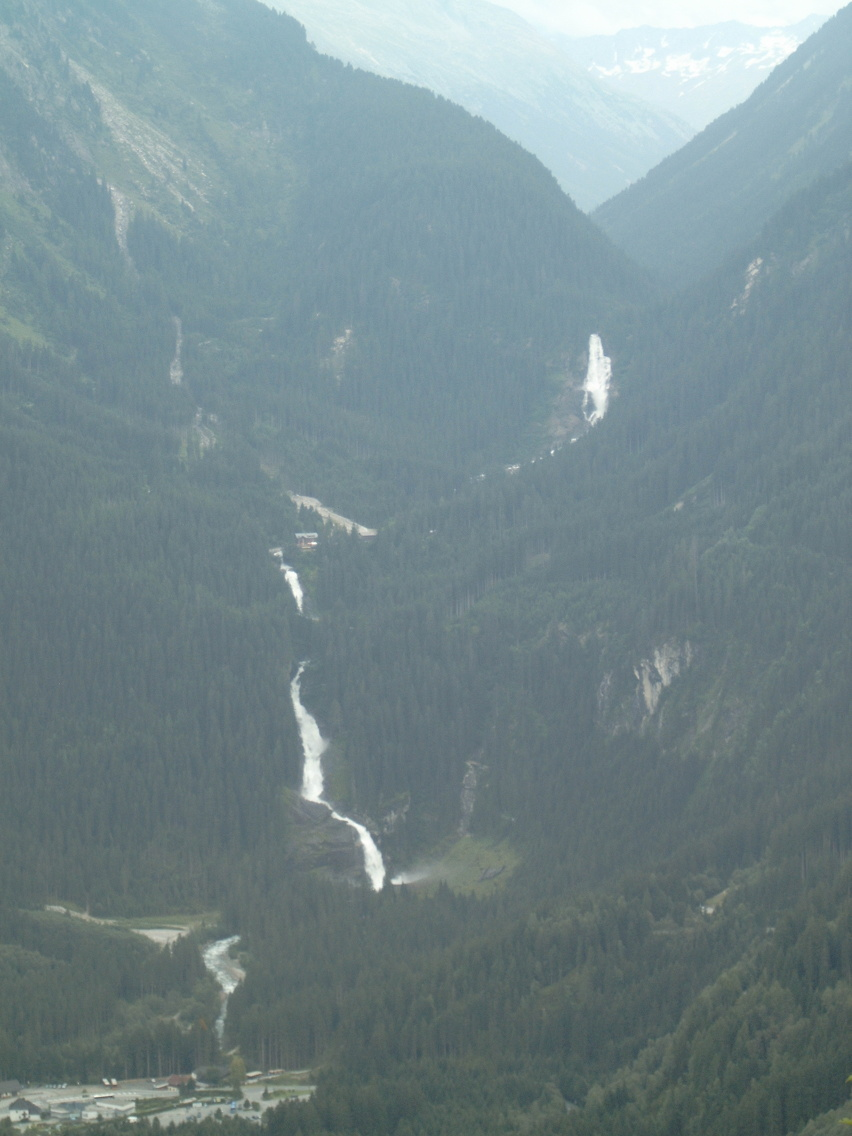
Ostrampe, Blick auf die Krimmler Wasserfälle
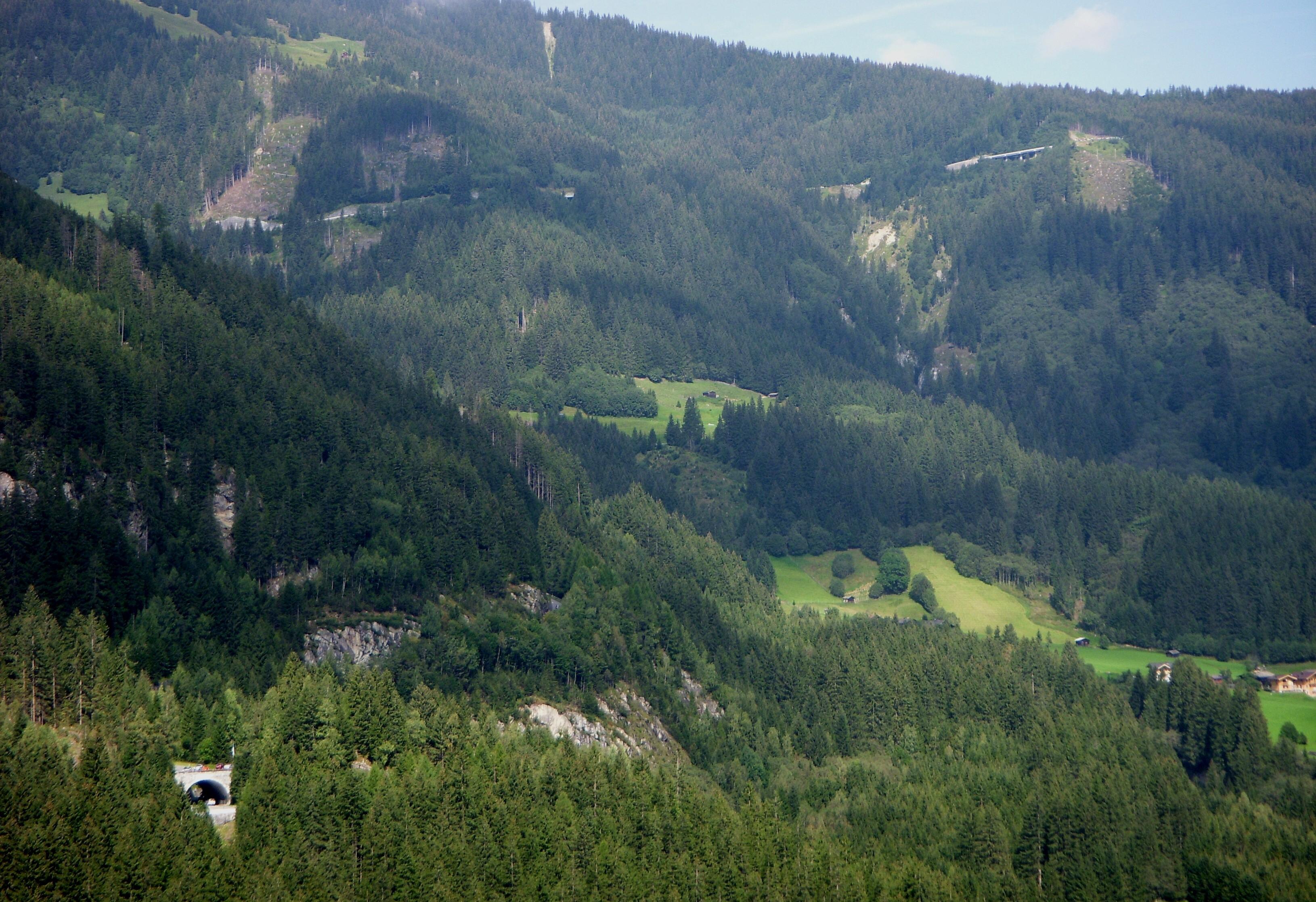
Gerlospass, Blick von den Krimmler Wasserfällen aus
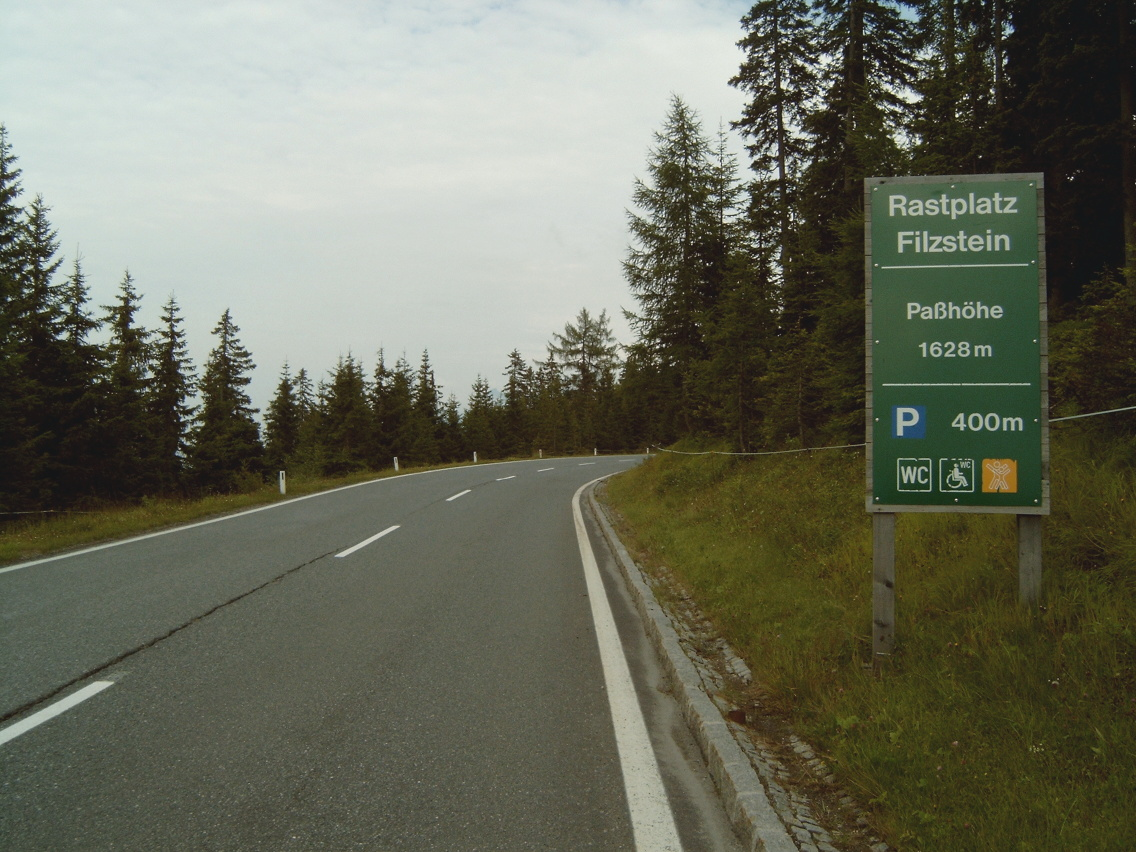
Gerlos Alpenstraße, Passhöhe der neuen Passstraße, Blick nach Osten